# Kanton Vianden
Het kanton Vianden (Luxemburgs: Kanton Veianen) is zowel qua oppervlakte als qua bevolking het kleinste kanton van het Groothertogdom Luxemburg. Het kanton ligt in het noorden van het land. Het kanton grenst in het noorden aan het kanton Clervaux in het oosten aan Duitsland en in het zuiden en westen aan het kanton Diekirch.

## Onderverdeling
Het kanton Vianden bestaat uit drie gemeenten. Op 1 januari 2006 ging Fouhren, samen met Bastendorf dat verhuisde van het kanton Diekirch, op in de nieuwe gemeente Tandel. De drie gemeenten zijn:
1. Tandel
2. Putscheid
3. Vianden

Capellen · Clervaux · Diekirch · Echternach · Esch-sur-Alzette · Grevenmacher · Luxemburg · Mersch · Redange · Remich · Vianden · Wiltz

 Europa · Luxemburg · Kantons · Gemeenten 